# Cock Robin
Cock Robin é uma banda norte-americana de pop-rock que foi muito popular na década de 1980, em especial na Europa onde se tornaram famosos. A banda foi fundada por  Peter Kingsbery em 1982, dissolveu-se em 1990, e ressurgiu em 2006.

## História
O nome da banda deriva do nome de uma história do século XVII chamada  "The Marriage of Cock Robin and Jenny Wren", a banda foi fundada na  Califórnia e assinou o seu primeiro álbum pela editora/gravadora  CBS, na actualidade incorporada na Sony Music. O seu primeiro álbum intitulou-se "Cock Robin" e foi produzido por Steve Hillage . Este primeiro álbum foi um flop de vendas nos Estados Unidos da América, contudo foi um grande sucesso na Europa, especialmente em França, Itália, Alemanha, Portugal e Países Baixos, onde os singles "When Your Heart Is Weak", "The Promise You Made" e  "I Thought You Were On My Side" foram grandes sucessos, tal como o álbum "Cock Robin".
Em 1987, a banda passou de quarteto a duo com Peter Kingsbery e Anna LaCazio, e publicou o seu segundo  "After Here Through Midland", produzido por  Don Gehman, que tinha trabalhado anteriormente com John Mellencamp, entre outros.Tal como sucedeu com o primeiro álbum, atraiu mais atenção na Europa onde o álbum atingiu o quinto lugar e surgiram singles como "Just Around The Corner", "The Biggest Fool of All" e  "El Norte". Mais uma vez o álbum passou despercebido no seu país natal.
Dois anos mais tarde (1989), a banda publicou o seu terceiro álbum e segundo os críticos terá sido o melhor intitulado , "First Love/Last Rites", com  Rhett Davies veterano dos Roxy Music no papel de produtor. Tal como sucedeu como os anteriores, o LP foi melhor vendido na Europa que nos Estados Unidos da América, mas uma promoção pobre não permitiu manter o sucesso anterior e banda separou-se. Cada um deles iniciou uma carreira a solo, com  Peter Kingsbery produzindo vários trabalhos em França. 
Em 2006 os Cock Robin produziram o seu quarto álbum  "I Don't Want to Save the World", e realizaram vários espectáculos na Europa.
Permanece um mistério o fa(c)to de esta banda ser um fracasso nos Estados Unidos da América e no Reino Unido e ser um fenómeno de vendas em países onde a língua nativa não é a inglês como a França , Alemanha, Espanha, Itália Portugal, etc. A França, em particular nutre uma grande simpatia por esta banda. No seu país natal, permanece uma banda desconhecida e se não fosse a "velha" Europa, não teria ressurgido em 2006 e teria desaparecido logo no primeiro álbum.
Quando em Maio de 2015, Anna LaCazio, cofundadora dos Cock Robin, abandonou o grupo depois de Peter Kingsbery ter decidido mudar-se para França, muitos terão pensado que a banda tinha acabado. O projecto, que no final dos anos 80 já tinha sobrevivido à passagem de quarteto a duo, tinha tudo para encerrar definitivamente a sua história. Só que Peter Kingsbery reinventou-se, começou a preparar um novo disco e trocou LaCazio por uma bela francesa chamada Coralie Vuillemin de 28 anos, originária  de Maisons-du-Bois-Lièvremont, Haut Doubs. (1) (2)
Os Cock Robin actuaram em 2017 em Portugal no dia 9 de Março no Coliseu de Lisboa e no dia seguinte no Coliseu do Porto. Meio ano depois, a 22 de Setembro, deram um concerto memorável em Moimenta da Beira.
Em 11 de Agosto de 2017, Peter Kingsbery acompanhado por Coralie Vuillemin  e de um jovem baterista actuaram na Findagrim, em Maiorca, no distrito de Coimbra. Neste concerto foi visível e audível que os Cock Robin já não têm a sonoridade de antigamente. Falta um pouco mais de presença em palco da banda, assim como as vozes de Peter Kingsbery e de Coralie são insuficientes para dar vida aos temas belos e intemporais do grupo. Nota-se também falta de outros instrumentistas, nomeadamente a de um baixista e de um guitarrista para melhorar a sonoridade geral da banda.

## Membros da banda

### Membros principais
- Peter Kingsbery: voz, teclados, baixo, guitarra
- Coralie Vuillemin: voz, teclados e percussão

### Outros membros
- Anna LaCazio: voz, teclados
- Clive Wright: guitarra
- Louis Molino: baterias, percussão, coro
- Pat Mastelotto: bateria, percussões
- Tris Imboden: bateria
- Corky James: guitarra
- John Pierce: baixo
- Lise Dickerson: teclados e coro

## Discografia

### Álbuns de estúdio
- Cock Robin (1985)
- After Here Through Midland (1987)
- First Love Last Rites (1989)
- I Don't Want to Save the World (2006)

### Álbuns ao vivo
- Live au Grand Rex (1990)

### Compilações
- Collection Gold (1990)
- The Best of Cock Robin (1991)
- Best Ballads (2000)
- Simply the Best (2001)

### Singles de sucesso
- "When Your Heart is Weak"

FRA: 9 – 1985 
GER: 8 – 1985 
ITA: 26 – 1985 
NL: 39 – 1986 
U.S.: 35 – 1985 
- "The Promise You Made"

FRA: 4 – 1986 
GER: 6 – 1986 
ITA: 18 – 1986 
NL: 1 – 1986  (for 2 weeks)
SWI: 7 – 1986 
UK: 28 – 1986 
- "Thought You Were on My Side"

FRA: 39 – 1986 
GER: 21 – 1986 
NL: 5 – 1986 
- "Just Around the Corner"

AUT: 28 – 1987 
FRA: 18 – 1987 
GER: 16 – 1987 
ITA: 17 – 1987 
NL: 19 – 1986 
SWE: 12 – 1987 
SWI: 6 – 1987 
- "The Biggest Fool of All"

FRA: 47 – 1987 
GER: 50 – 1987 
- "Worlds Apart"

FRA: 22 – 1989 
- Straighter Line"

FRA: 28 – 1990 